# John Edward Kelley

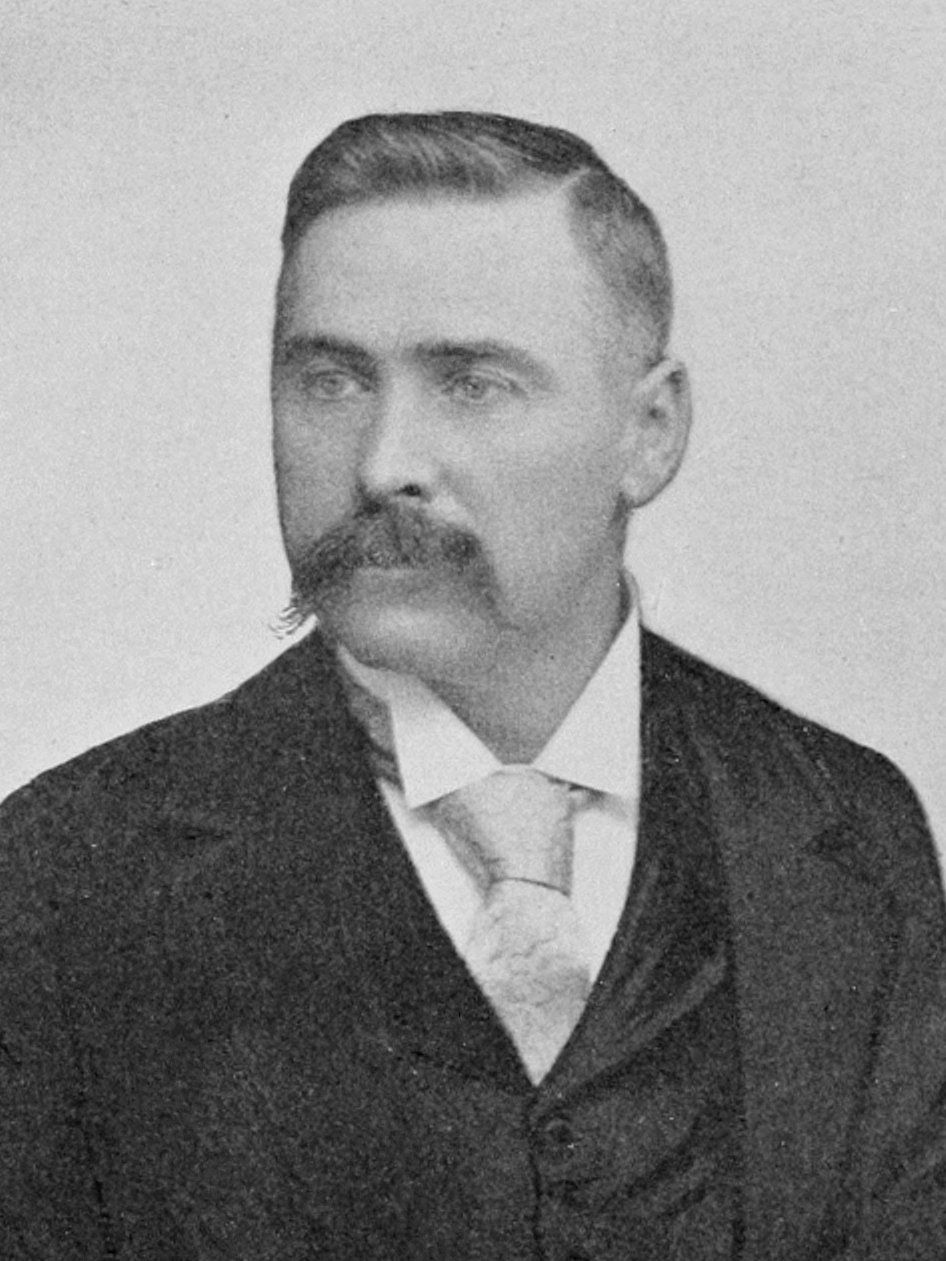
John Edward Kelley

John Edward Kelley (* 27. März 1853 bei Portage City, Wisconsin; † 5. August 1941 in Minneapolis, Minnesota) war ein US-amerikanischer Politiker. Zwischen 1897 und 1899 vertrat er den ersten Wahlbezirk des Bundesstaates  South Dakota im US-Repräsentantenhaus.

## Werdegang
John Kelley besuchte die öffentlichen Schulen seiner Heimat. Im Jahr 1878 zog er in das Moody County im Dakota-Territorium. Dort war er in der Landwirtschaft und im Zeitungsgeschäft tätig. Politisch war er zunächst Mitglied der Populist Party; später trat er den Demokraten bei. Zwischen 1890 und 1891 war er Abgeordneter im Repräsentantenhaus von South Dakota.
In den Jahren 1892 und 1894 bewarb er sich erfolglos um einen Sitz im US-Repräsentantenhaus. Bei den Kongresswahlen des Jahres 1896 schaffte er dann als Kandidat der Populisten den Einzug als Abgeordneter in den Kongress. Dort löste er am 4. März 1897 John Pickler ab. Kelley konnte nur eine zweijährige Legislaturperiode bis zum 3. März 1899 im Kongress absolvieren, weil er bei den Wahlen des Jahres 1898 dem Republikaner Charles H. Burke unterlag.
Nach dem Ende seiner Zeit in Washington arbeitete Kelley wieder in der Landwirtschaft. Im Jahr 1912 war er Delegierter zur Democratic National Convention, auf der Woodrow Wilson als Präsidentschaftskandidat nominiert wurde. Zwischen 1915 und 1918 arbeitete Kelley als Registrar für die Bundeslandverwaltung in Pierre. Nach einem Umzug nach Saint Paul wurde er Herausgeber der Zeitung „Cooperative Herald“. John Kelley starb im August 1941 in Minneapolis.